# Conjunts residencials modernistes de Berlín
Els conjunts residencials de l'estil modern de Berlín o conjunts residencials racionalistes de Berlín (en alemany, Siedlungen der Berliner Moderne), són sis conjunts d'edificacions d'habitatge de protecció oficial (Siedlungen) que testimonien les polítiques innovadores de 1910 a 1933, especialment durant la República de Weimar, quan la ciutat de Berlín era particularment progressista social, política i culturalment. Estan inscrites a la llista del Patrimoni de la Humanitat de la UNESCO des del 2008.
Cal tenir en compte que aquí s'usa la paraula "modernista" en referència no al modernisme, sinó al racionalisme arquitectònic representat per entitats com ara la Bauhaus.

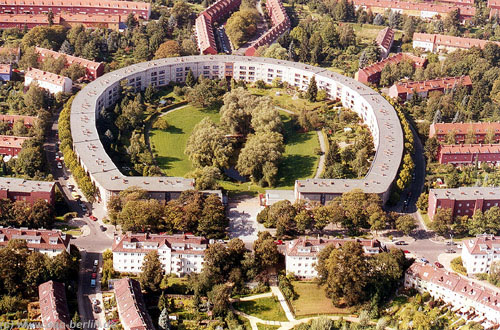
Alguns dels habitatges més espectaculars des de l'aire són els popularment anomenats "Pisos de la ferradura" (Hufeisensiedlung) a Britz

## Els conjunts
La UNESCO va escollir els sis conjunts d'aquesta sèrie d'edificacions que millor representen la visió del "Berliner Moderne" o estil modern de Berlín. Són els següents:
| Conjunt                                                                                             | Ubicació (districte o localitat)                                         | Dates     | Dissenyador(s)                                  | Arquitecte(s) | Imatge                                                        |
| --------------------------------------------------------------------------------------------------- | ------------------------------------------------------------------------ | --------- | ----------------------------------------------- | --- | ------------------------------------------------------------- |
| Gartenstadt Falkenberg (Ciutat-Jardí de Falkenberg) Tuschkastensiedlung ("Cases caixa de pintures") | localitat de Bohnsdorf, districte de Treptow-Köpenich                    | 1913–1916 | Bruno Taut                                      | Bruno Taut Heinrich Tessenow. Urbanisme exterior: Ludwig Lesser                                                            | Gartenstadt Falkenberg                                        |
| Siedlung Schillerpark                                                                               | localitat de Wedding districte de Mitte                                  | 1924–1930 | Bruno Taut                                      | Bruno Taut Franz Hoffmann Reconstrucció parcial (1951): Max Taut Expansió (1954-1959): Hans Hoffmann                       | Siedlung Schillerpark                                         |
| Großsiedlung Britz Hufeisensiedlung ("Pisos de la ferradura")                                       | localitat de Britz districte de Neukölln                                 | 1925–1930 | Bruno Taut                                      | Bruno Taut Martin Wagner. Urbanisme exterior: Leberecht Migge                                                              | Großsiedlung Britz Hufeisensiedlung ("Pisos de la ferradura") |
| Wohnstadt Carl Legien                                                                               | localitat de Prenzlauer Berg districte de Pankow                         | 1928–1930 | Bruno Taut                                      | Bruno Taut Franz Hillinger                                                                                                 | Wohnstadt Carl Legien                                         |
| Weiße Stadt (Ciutat blanca)                                                                         | localitat de Reinickendorf districte de Reinickendorf                    | 1929–1931 | Otto Rudolf Salvisberg Martin Wagner (direcció) | Otto Rudolf Salvisberg Bruno Ahrends Wilhelm Büning Jardins: Ludwig Lesser                                                 | Weiße Stadt (Ciutat blanca)                                   |
| Großsiedlung Siemensstadt Ringsiedlung                                                              | localitat de Charlottenburg-Nord districte de Charlottenburg-Wilmersdorf | 1929–1934 | Hans Scharoun Martin Wagner (direcció)          | Hans Scharoun Walter Gropius Otto Bartning Fred Forbat Hugo Häring Paul Rudolf Henning Urbanisme exterior: Leberecht Migge | Großsiedlung Siemensstadt                                     |